# Spugna (oggetto)

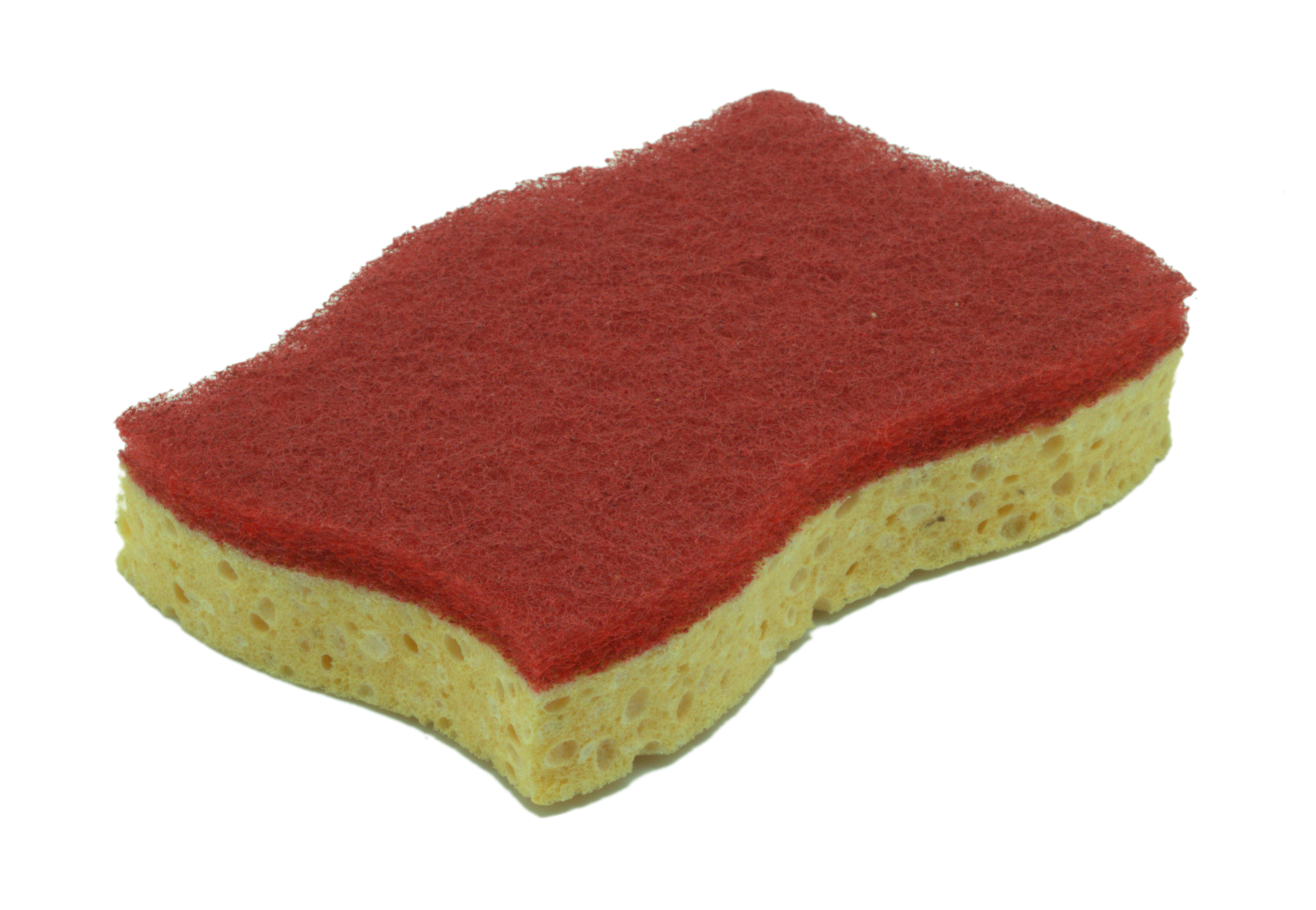
Spugna artificiale: spugna di poliuretano abbinata ad una paglietta abrasiva

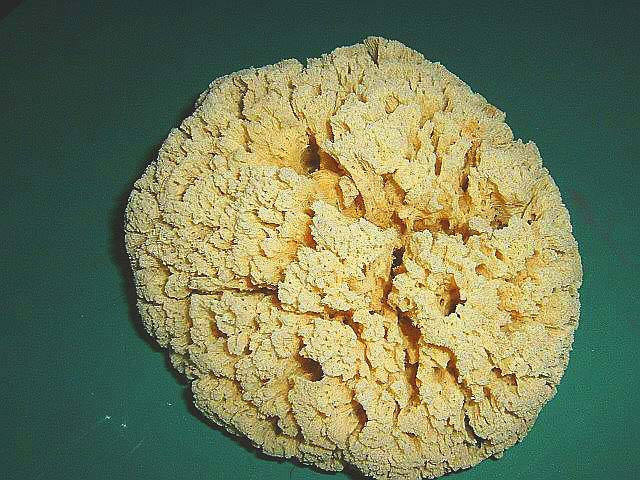
Spugna di fibra animale: una spugna naturale greca

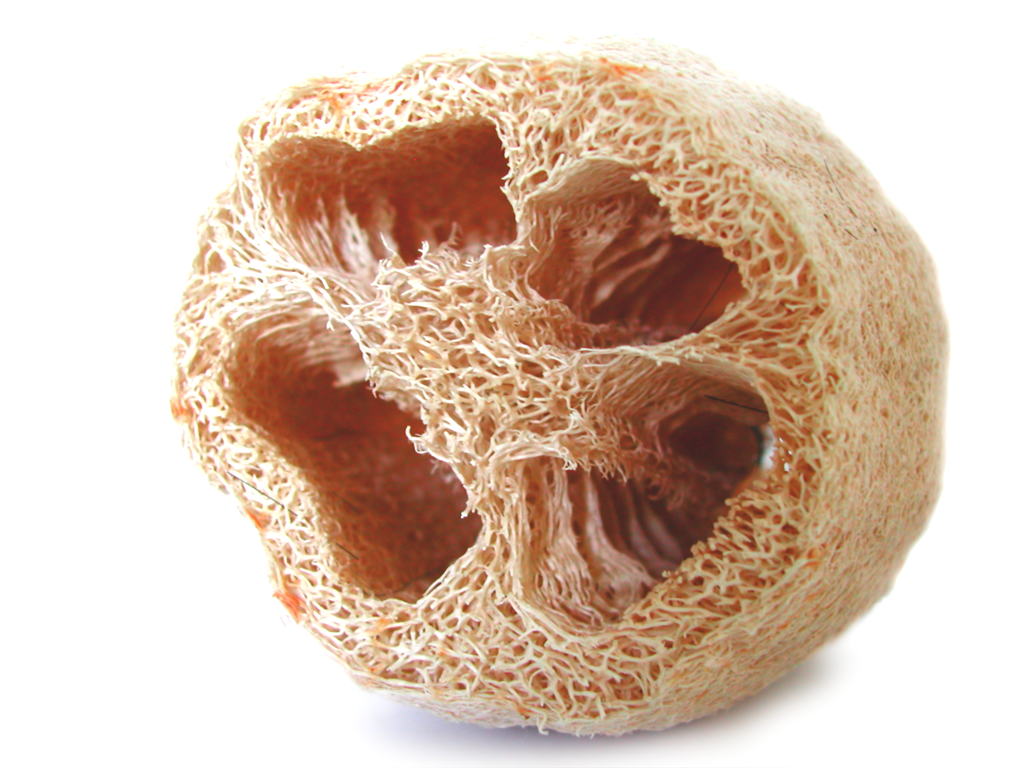
Spugna di luffa

Una spugna è uno strumento o un ausilio per la pulizia, costituito da materiale morbido e poroso. Solitamente utilizzate per la pulizia di superfici impermeabili, le spugne sono particolarmente adatte per assorbire acqua e soluzioni acquose.

## Etimologia
Il termine spugna deriva dal greco antico σπόγγος (spongos).

## Materiali
Le spugne sono comunemente fabbricate con fibra di cellulosa o polimeri plastici espansi. Vengono anche utilizzate spugne naturali, principalmente per il corpo o il viso (spugne da bagno) o come strumenti per la pittura a spugna. Le spugne da bagno aiutano a pulire la cute rimuovendo con facilità lo sporco e la pelle morta.
Oltre alle spugne formate da polimeri plastici, le altre tipologie di spugne sintetiche generalmente disponibili sono quelle in poliestere a bassa densità (note come spugne non assorbenti), in PVA (materiale altamente assorbente per usi medici) e in poliestere.

## Proliferazione di batteri

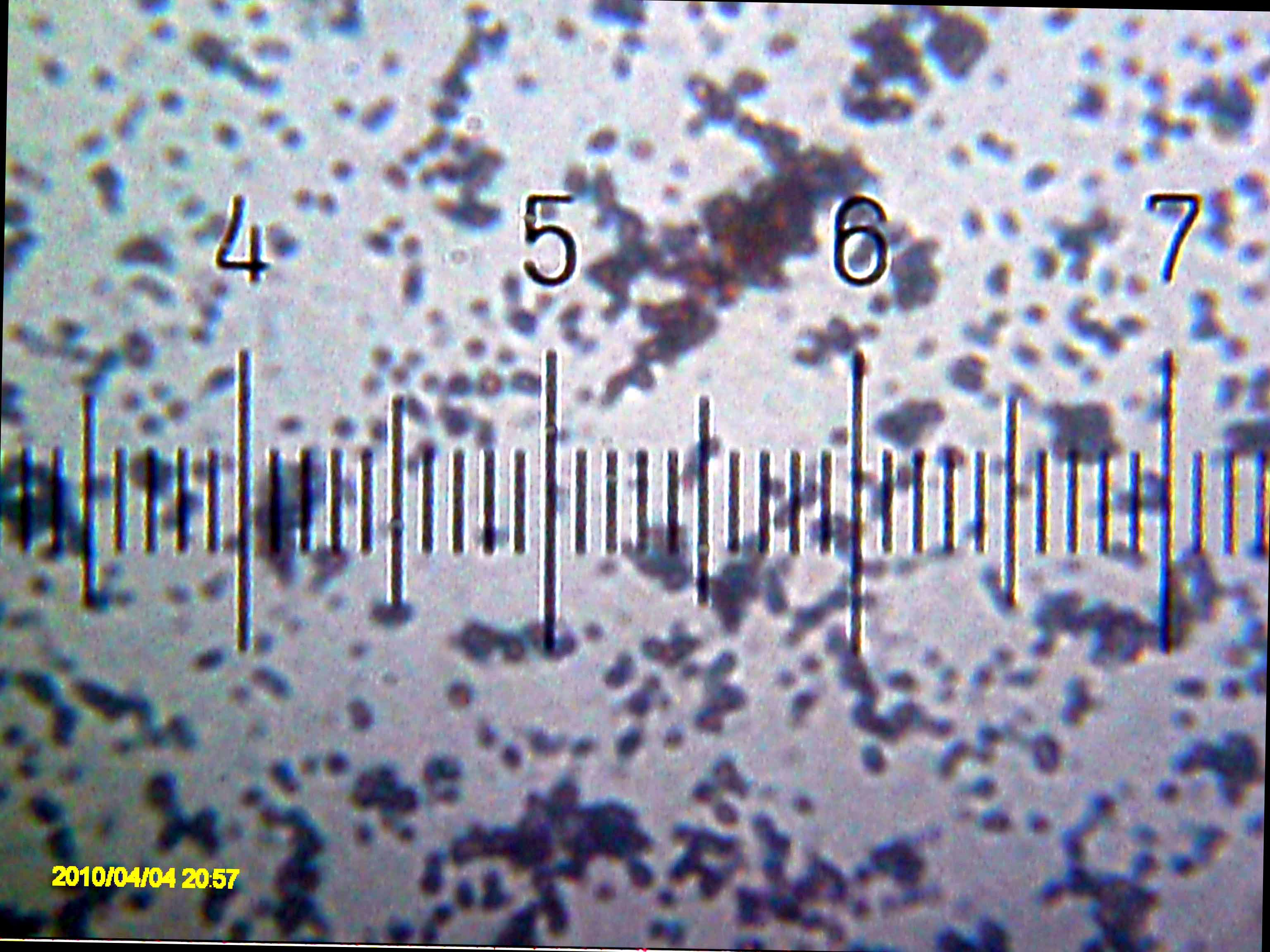
Batteri su una spugna da cucina

Dal momento che una spugna di cellulosa è principalmente costituita da fibra di legno, potrebbe favorire la proliferazione di batteri o funghi dannosi al suo interno, soprattutto se rimanesse non completamente asciutta tra un suo utilizzo e il successivo.

### Pulizia
Esistono diversi metodi utilizzabili per la pulizia delle spugne. Sono stati fatti studi sull'uso del forno a microonde per pulire le spugne non metalliche inumidite. Uno studio del 2006 ha portato alla scoperta che spugne umide trattate col microonde per due minuti (con una potenza di 1000 watt) hanno eliminato il 99% tra coliformi, e. coli e MS2, ma le spore di bacillus cereus hanno richiesto quattro minuti di trattamento. Dopo alcuni incendi causati da coloro che cercavano di replicare i risultati a casa, l'autore dello studio esortò le persone ad assicurarsi che le loro spugne fossero bagnate. Un altro studio del 2009 ha dimostrato che il forno a microonde e la lavastoviglie erano entrambi metodi efficaci per pulire le spugne utilizzate a casa.